# Linar
Linar（りなぁ）は、s.masが開発したMicrosoft Windows用画像ビューア・画像管理ソフトウェア。プロプライエタリなフリーウェアであり、バイナリは無償で公開されている。

## 概要
フォルダツリー表示、ファイル名および画像情報の一覧表示、サムネイルの一覧表示の3ペインによる構成が特徴的な画像ビューアで、サムネイル表示が速く、伸縮方法は線形補間法、RGB平均法など複数のアルゴリズムを選択可能である。ほかにHTML出力、コンタクトシートの作成、スライドショーなどが可能。画像編集機能は回転・色調調整など基本的な内容にとどまる。

## 主な対応形式
- 画像形式
  - BMP
  - GIF
  - JPEG
  - PNG
  - TIFF
  - その他（JPEG 2000（.jp2）、MNG、WMF、TGAなど）[4]
- 画像形式以外のプレビュー
  - テキストファイル
  - AVI
  - DirectShow Media[5]
- 対応形式の拡張
  - Susie Plug-inの導入により拡張が可能